# Unicum (Unternehmensgruppe)

Logo

Die Unicum-Unternehmensgruppe mit Sitz in Bochum betreibt werbefinanzierte Medien (Websites, Digitale Außenwerbung) für Abiturienten, Studenten und Berufseinsteiger, bietet Hochschulen Dienstleistungen im Bereich des Merchandisings und verleiht mit ihrer gemeinnützigen Stiftung jährlich die Auszeichnung „Professor/in des Jahres“.

## Unternehmen
Unicum wurde Anfang der 1980er Jahre von einer Bochumer Studentengruppe um Manfred Baldschus, Joachim Berger und Hermann Josef Billstein in Abgrenzung zu den damals an deutschen Hochschulen verbreiteten Studentenzeitschriften entworfen, die sich schwerpunktmäßig mit alternativen Gesellschaftsmodellen befassten. Dahingegen sollte das neue Magazin die Situation der Studenten in den Mittelpunkt stellen. Die erste Ausgabe erschien im November 1983 mit einer Auflage von 50.000 Exemplaren in Nordrhein-Westfalen. 1984 wurde das Erscheinungsgebiet auf die gesamte BRD ausgedehnt.
In Zusammenarbeit mit dem Bundesministerium für Familie und Jugend brachte der Unicum-Verlag Anfang 1990 die Zeitschrift „Chance“ heraus, die sich an junge Erwachsene in der damaligen DDR richtete. Nach der Wiedervereinigung wurde die Zeitschrift zum Schülermagazin für ganz Deutschland umgewandelt.
Heute gehören neben dem Verlag (UNICUM GmbH & Co. KG) auch Unternehmen für Verkaufsförderung, Merchandising und Veranstaltungen zur Unternehmensgruppe. Eigentümer der Unternehmen ist ganz oder teilweise die Baldschus Beteiligungs GmbH. Die Unternehmensgruppe beschäftigt rund 60 Angestellte.

## Medien
Im Internet betreibt Unicum eine Website mit Online-Community, Kontaktbörsen, Jobbörsen und Ratgeberinhalten. Im Bereich Digitaler Außenwerbung (DOOH) verfügt UNICUM über ein deutschlandweites Bildschirmnetzwerk an oder im Umfeld von Hochschulen.
Die Zeitschriften UNICUM, UNICUM ABI und UNICUM BERUF wurden Anfang der 2020er-Jahre wegen nachlassender Print-Anzeigenerlöse eingestellt. Zahlreiche Journalistinnen und Journalisten machten bei UNICUM ihre ersten beruflichen Schritte, darunter Joachim Berger, Oliver Baentsch, Martina Biederbeck, Dorothee Fricke, Thomas Friedenberger, Martina Fromme, Denise Haberger, Anna Lena Hartfiel, Uwe Heinrich, Armin Himmelrath, Margarete Hucht, Holger Jenrich, Marvin Kesper, Ann-Christin von Kieter, Florian Klebs, Wolfgang Koschny, Barbara Kotzulla, Heike Kruse, Jochen Leffers Jennifer Litters, Jürgen Lück, Stefanie Meyer-Negle, Merel Neuheuser, Sandra Ruppel, Christina Scholten, Claus Peter Simon, Jan Thiemann Elena Weber, Nina Weidlich, Peter Welchering, Marc Wiegand, Simone Zettier.

## Schleichwerbung
Unicum wurde im Jahr 2004 mehrfach vom Deutschen Presserat öffentlich gerügt wegen des Verstoßes gegen den Pressekodex durch Schleichwerbung. Unicum hatte unter dem Titel „Netzhits von Musicload“ über den Download von Musiktiteln von T-Online berichtet und die Leser im letzten Satz animiert mit „also nix wie ab zu www.musicload.de“. Außerdem veröffentlichte die Redaktion einen Artikel „Studenten beweisen Geschmack“, in dem Unicum und Coca-Cola den „ultimativen Geschmackstest“ präsentierten. Der Presserat rügte dies als „unverhohlene Werbung“ sowie „eindeutig werbliche Aussage, mit der die Grenze zur Schleichwerbung überschritten wurde“. Auch die vom Verlag vertriebene Zeitschrift „Unicum Beruf“ geriet 2009 wegen einer unzureichenden Trennung zwischen werblichen und journalistischen Beiträgen in die Kritik. So hatte das Blatt in einem Interview, das in Zusammenarbeit mit dem Deutschen Atomforum e. V. entstand, die Vorzüge einer beruflichen Karriere im Bereich der Kernenergie beworben.
In früheren Anzeigenverkaufsunterlagen bot der Verlag Werbung in redaktioneller Gestaltung an. Sie wurde wahlweise als „Advertorial“, „Redaktionelle Kooperation“, „Ihre Titelstory“, „Ihr Unternehmensportrait“, „Kurzsteckbrief“ oder „Textanzeige“ bezeichnet und entsprechend dem Landespressegesetz NRW mit dem Wort „Anzeige“ gekennzeichnet.

## Belege
1. ↑  Vom studentischen Verlag zur multimedialen Unternehmensgruppe – wir blicken zurück auf mittlerweile über 30 Jahre UNICUM
2. ↑  Unicum Unternehmensgruppe
3. 1 2  Impressum, auf unicum.de
4. ↑  Jochen Leffers, auf spiegel.de
5. ↑  Jennifer Litters, auf focus.de
6. ↑  Redaktion, auf juergenlueckpressefotos.wordpress.com
7. ↑  Jan Thiemann, auf che.de
8. ↑  Chronik der Rügen, Deutscher Presserat, laufende Auflistung
9. ↑  Werbung und Redaktion müssen klar getrennt werden Deutscher Presserat, Pressemitteilung vom 24. September 2004
10. ↑  Schleichwerbung in Uni-Magazinen, Die Tageszeitung, 9. Februar 2010
11. ↑  Unicum Mediadaten 2015 (Memento vom 13. Februar 2015 im Internet Archive) (PDF), Seite 15 und Unicum Personalmarketing Mediadaten 2015 (Memento vom 21. April 2015 im Internet Archive) (PDF), Seiten 7, 8, 11, 15, 17, 18, 28 und 29